# Mitropacup 1927
De Mitropacup 1927 was de allereerste editie van de internationale beker en voorloper van de huidige Europacups. Er namen enkel teams deel uit Oostenrijk, Joegoslavië, Hongarije en Tsjechoslowakije. De landskampioen en bekerwinnaar van elk land nam deel. Er werd gespeeld met een knock-outsysteem in heen- en terugwedstrijden.
In de eerste finale stonden de Oostenrijkse bekerwinnaar Rapid en de Tsjechoslowaakse kampioen Sparta tegenover elkaar. Thuis won Sparta met 6-2, in de terugwedstrijd voor 40 000 toeschouwers verloor de club met 2-1 van Rapid maar had desalniettemin de zege beet.

## Kwartfinale
| Teams                     | Teams | Teams           | Heenwedstrijd | Terugwedstrijd | Totaalscore |
| Hungária FC MTK Boedapest | -     | Beogradski SK   | 4:2           | 4:0            | 8:2         |
| SK Rapid Wien             | -     | NK Hajduk Split | 8:1           | 1:0            | 9:1         |
| Sparta Praag              | -     | SK Admira Wien  | 5:1           | 3:5            | 8:6         |
| Slavia Praag              | -     | Újpest FC       | 4:0           | 2:2            | 6:2         |

## Halve finale
| Teams                     | Teams | Teams         | Heenwedstrijd | Terugwedstrijd | Totaalscore |
| Slavia Praag              | -     | SK Rapid Wien | 2:2           | 1:2            | 3:4         |
| Hungária FC MTK Boedapest | -     | Sparta Praag  | 2:2           | 0:0            | 2:2 1       |

1 Ondanks twee gelijke wedstrijden werd van een derde wedstrijd afgezien en kreeg Praag de zegen omdat MTK een onrechtmatige speler had opgesteld.

## Finale
| Teams        | Teams | Teams         | Heenwedstrijd | Terugwedstrijd | Totaalscore |
| Sparta Praag | -     | SK Rapid Wien | 6:2 (3:2)     | 1:2 (0:1)      | 7:3         |

| Teams          | Sparta Praag - SK Rapid Wien |
| Uitslag        | 6:2 (3:2) |
| Datum          | 30 oktober 1927 |
| Stadion        | Letná-Stadion, Praag 25.000 toeschouwers |
| Scheidsrechter | Raphael Van Praag (België) |
| Goals          | 1:0 (1.) Karel Pešek-Káďa, 2:0 (14.) Josef Šíma, 2:1 (15.) Franz Weselik, 3:1 (33.) Josef Silný 3:2 (34. Elfmeter) Franz Weselik, 4:2 (62.) Adolf Patek, 5:2 (76.) Josef Silný, 6:2 (78.) Adolf Patek |
| Sparta Praag   | František Hochman; Jaroslav Burgr, Antonín Perner; František Kolenatý, Karel Pešek-Káďa, Ferdinand Hajný; Adolf Patek, Josef Šíma, Josef Myclík, Josef Silný, Josef Horejs Trainer: John Dick         |
| Rapid Wien     | Walter Feigl; Otto Jellinek, Leopold Czejka; Josef Madlmayer, Josef Smistik, Leopold Nitsch; Karl Wondrak, Franz Weselik, Richard Kuthan, Johann Horvath, Ferdinand Wesely Trainer: Edi Bauer         |

| Teams          | SK Rapid Wien - Sparta Praag |
| Uitslag        | 2:1 (1:0) |
| Datum          | 13 november 1927 |
| Stadion        | Hohe Warte, Wenen 40.000 toeschouwers |
| Scheidsrechter | Willem Eymers (Nederland) |
| Goals          | 1:0 (5.) Franz Weselik, 2:0 (55.) Johann Luef, 2:1 (82.) Josef Silný |
| Rapid Wien     | Walter Feigl; Roman Schramseis, Leopold Nitsch; Johann Richter, Josef Smistik, Josef Madlmayer; Eduard Bauer, Johann Horvath, Franz Weselik, Johann Luef, Ferdinand Wesely Trainer: Edi Bauer                  |
| Sparta Praag   | František Hochman; Jaroslav Burgr, Antonín Perner (62. Rote Karte); František Kolenatý, Karel Pešek-Káďa, Ferdinand Hajný; Adolf Patek, Josef Šíma, Josef Myclík, Josef Silný, Josef Horejs Trainer: John Dick |

1927 · 1928 · 1929 · 1930 · 1931 · 1932 · 1933 · 1934 · 1935 · 1936 · 1937 · 1938 · 1939 · 1940 · 1951 · 1955 · 1956 · 1957 · 1958 · 1959 · 1960 · 1961 · 1962 · 1963 · 1964 · 1965 · 1966 · 1967 · 1968 · 1969 · 1970 · 1971 · 1972 · 1973 · 1974 · 1975 · 1976 · 1977 · 1978 · 1980 · 1981 · 1982 · 1983 · 1984 · 1985 · 1986 · 1987 · 1988 · 1989 · 1990 · 1991 · 1992